# Springfield, Massachusetts
Springfield este cel mai mare oraș riveran râului Connecticut și sediul comitatului Hampden din statul Massachusetts, Statele Unite ale Americii. 
Conform recensământului Statelor Unite din anul 2000, populația orașului era de 154.082 de locuitori, iar o 2010 census remarca o scădere a numărului locuitorilor săi la 153.070. Springfield este cel de-al treilea oraș cel mai populat oraș din Massachusetts și al patrulea din Noua Anglie, după Boston, Worcester și Providence). Springfield are mai multe porecle dintre care Orașul caselor (engleză The City of Homes), Orașul celor dintâi (engleză The City of Firsts) și Locul de naștere al baschetului (engleză Birthplace of Basketball) sunt cele mai cunoscute.
Zona metropolitană statistică extinsă Springfield, Massachusetts (în limba engleză, Springfield Metropolitan Statistical Area sau Springfield MSA) constă din trei comitate Hampden, Hampshire și Franklin. Conform datelor recensământului din anul 2010, zona urbană extinsă Springfield MSA avea o populație de 698.952 de locuitori.  Sprinfield este, de asemenea, parte a unei mult mai largi zone metropolitane cunoscută ca Northeast Megapolis.

## Personalități născute aici
- Charles Axtell (1859 - 1932), trăgător olimpic de tir;
- Charles Upson Clark (1875 - 1960), istoric, profesor;
- Benjamin Abbott Dickson (1897 - 1976), colonel al Armatei SUA;
- Theodor Seuss Geisel (cunoscut ca Dr. Seuss, 1904 - 1991), scriitor;
- Creighton Abrams (1914 - 1974), general;
- Donald Davidson (1917 - 2003), filozof;
- Alan Kay (n. 1940), informatician;
- Richard Neal (n. 1949), politician;
- Mike Scully (n. 1956), scenarist, producător de televiziune;
- Tim Mayotte (n. 1960), jucător olimpic de tenis;
- Linda Perry (n. 1965), cântăreață, compozitoare;
- D.Woods (n. 1983), cântăreață.